# Solaris Trollino
Solaris Trollino – rodzina niskopodłogowych trolejbusów produkowana przez przedsiębiorstwo Solaris Bus & Coach z Bolechowa-Osiedla koło Poznania. W jej skład wchodzą modele Solaris Trollino 12, Trollino 18 i Trollino 24, a także wycofane z oferty w 2018 r. Trollino 15.
Trolejbusy Solaris Trollino są konstrukcyjnie oparte na autobusach miejskich z rodziny Solaris Urbino, natomiast produkcją napędu elektrycznego zajmują się zewnętrzni producenci. Solaris współpracuje z przedsiębiorstwami Medcom, Vossloh Kiepe i Škoda Electric, a dawniej także z przedsiębiorstwami Cegelec, Ganz Transelektro i Trobus. Ponadto czeskie przedsiębiorstwo Škoda Electric na bazie trolejbusów Solaris produkuje pojazdy z własnym napędem Škoda 26Tr Solaris i Škoda 27Tr Solaris, a dawniej także Škoda 28Tr Solaris. Pojazdy mogą być wyposażone w dodatkowy układ napędu, dzięki któremu mogą pokonywać trasę bez trakcji elektrycznej. Są to dodatkowy agregat prądotwórczy, baterie trakcyjne lub wodorowe ogniwo paliwowe.
Wyprodukowano ponad 1800 sztuk trolejbusów Solaris Trollino, które trafiły do ponad 40 odbiorców w 17 europejskich państwach. W Polsce są to Gdynia, Lublin i Tychy. Na liście miast, w których jeżdżą trolejbusy Trollino, znajdują się m.in. Rzym, Budapeszt, Sofia, Ostrawa, czy też Salzburg.

## Historia

### Geneza
W 1994 r. Krzysztof Olszewski założył na terenie Polski przedstawicielstwo niemieckiego producenta autobusów Neoplan – Neoplan Polska Sp. z o.o i w 1996 r. otwarta została fabryka autobusów miejskich w Bolechowie-Osiedlu koło Poznania. Trzy lata później przedsiębiorstwo Olszewskiego zaprezentowało pierwszy autobus miejski własnej konstrukcji – Solaris Urbino 12. W tym samym roku zaprezentowano także jego 15- i 18-metrowe wersje. W 2001 r., po przejęciu centrali Neoplan przez koncern MAN, Neoplan Polska zmieniło nazwę na Solaris Bus & Coach S.A. i zupełnie odłączyło się od spółki-matki w Niemczech.
W latach 90. XX wieku w Polsce istniały cztery systemy trolejbusowe: w Gdyni, w Lublinie, w Tychach oraz w Słupsku (zlikwidowany w 1999). Większość taboru stanowiły pojazdy typu ZiU-9 produkcji radzieckiej. W latach 90. stopniowo zaczęto je wymieniać na nowsze trolejbusy – powstały takie konstrukcje jak Jelcz PR110E i PR110T, a później ich rozwinięcia Jelcz 120MTE i 120MT. Ich produkcja odbywała się w zakładach PNTKM w Gdyni, a także na własny użytek przez MPK Lublin. Wadami tych pojazdów były jednak wysoka podłoga i stosunkowo zacofana technologia w stosunku do pojawiających się na rynku miejskich autobusów niskopodłogowych, m.in. produkcji Neoplan Polska – największego wówczas producenta niskopodłogowych autobusów miejskich w Polsce.
W 1998 r. Przedsiębiorstwo Komunikacji Trolejbusowej w Gdyni wyraziło zainteresowanie zakupem pierwszych niskopodłogowych trolejbusów. Przedsiębiorstwo Neoplan Polska wyraziło chęć sprzedaży autobusów Neoplan N4016 lub K4016 z silnikiem i aparaturą elektryczną przystosowanymi do eksploatacji w sieci trolejbusowej. Koszt produkcji takich trolejbusów byłby jednak zbyt wysoki, a władze PKT zdecydowały się na tańszą opcję dalszej wymiany taboru na trolejbusy średniopodłogowe na bazie autobusu Jelcz 120M. W 1999 r. wdrożono do produkcji niskowejściowy model trolejbusu Jelcz M121E. Doświadczenia zdobyte przez PNTKM przy okazji prac nad tym modelem pozwoliły na rozpoczęcie przygotowań do produkcji trolejbusów w pełni niskopodłogowych.

### Prototypy i I generacja
Pierwszy trolejbus marki Solaris został wyprodukowany w 2001 r. na bazie autobusu miejskiego Solaris Urbino 12. Został on zmontowany w gdyńskich zakładach Trobus (następca PNTKM Gdynia). Konstrukcja napędu opierała się na tranzystorach IGBT zaprojektowanych we współpracy z Instytutem Elektrotechniki w Warszawie. 11 marca 2001 r. miała miejsce oficjalna premiera prototypowego trolejbusu Solaris, który nazwano Solaris Trollino 12T – od połączenia części słów „trolejbus” oraz „Urbino”. Odbiorcą pojazdu było PKT Gdynia. W tym samym roku wyprodukowano jeszcze trzy kolejne trolejbusy, które również trafiły na gdyńskie ulice. We wszystkich Trollino I generacji wyprodukowanych dla Gdyni zastosowano silniki prądu stałego Elmor DK-210 A3P/21 oraz system rekuperacji energii z hamowania, który wraz ze zmniejszoną masą własną pojazdu pozwolił na obniżenie zużycia energii elektrycznej o 25–30% w stosunku do modelu Jelcz 120MT.
W połowie 2001 r. Solaris wyprodukował także pierwsze trolejbusy Solaris Trollino 18T na bazie modelu Urbino 18, które powstały we współpracy z węgierskim przedsiębiorstwem Ganz Transelektro z Budapesztu. W odróżnieniu od Trollino 12, napęd pojazdów przegubowych był oparty na prądzie zmiennym. Napęd, którego głównym elementem był silnik AT 1 38x25/4, miał moc 165 kW (224 KM). W pierwszym roku produkcji dwa pojazdy tego typu sprzedano do Rygi. Łącznie w pierwszym roku produkcji trolejbusów Solaris wyprodukował 6 pojazdów we współpracy z dwoma różnymi dostawcami napędu.
W kolejnym roku Solaris kontynuował współpracę z oboma przedsiębiorstwami – we współpracy z Trobusem dostarczono jedną sztukę Trollino 12 do Tychów, natomiast konsorcjum Solaris-Ganz dostarczyło 2 trolejbusy do Landskrony oraz 1 do Tallinna. Pomimo zdobytego zamówienia na dwa kolejne trolejbusy dla Tychów, należące w 100% do miasta Gdyni przedsiębiorstwo Trobus zostało w 2002 r. zlikwidowane, a tym samym zakończyła się produkcja Trollino we współpracy z tym przedsiębiorstwem.
Jeszcze w 2001 r. Solaris nawiązał współpracę w sprawie eksportu autobusów miejskich Solaris na czeski rynek z miejskim przewoźnikiem z Ostrawy – DPO. Wkrótce współpraca ta została rozszerzona o budowę trolejbusów. W 2002 r. na ulicach Ostrawy wprowadzono do eksploatacji pierwszego Solarisa Trollino 12DC. Jego napęd został wykonany przez czeski oddział przedsiębiorstwa Alstom (później funkcjonujący jako Cegelec). Napęd oparto na prądzie stałym, a silnik elektryczny wykonało przedsiębiorstwo Elmor S.A. W kolejnych trolejbusach produkowanych we współpracy z DPO stosowano już silniki asynchroniczne Cegelec, a ich oznaczenie to Trollino 12AC. Rozpoczęcie produkcji trolejbusów w Ostrawie było szczególnie trudne ze względu na specyfikę tamtejszego rynku. Dostarczenie w 2003 r. trolejbusu do Opawy złamało faktyczny monopol Škody trwający od 44 lat. W Polsce pierwsze Solarisy Trollino 12AC dostarczono do Gdyni. Były to pierwsze w Polsce trolejbusy z silnikami asynchronicznymi.
Jednocześnie Solaris prowadził także poszukiwania innych zakładów mogących produkować trolejbusy Solaris Trollino z własną aparaturą elektryczną. Powstał jeden egzemplarz Trollino 12 z napędem rumuńskiego przedsiębiorstwa Astra, przeznaczony dla przewoźnika miejskiego z Bukaresztu, jednak nigdy nie wyjechał on na ulice miasta. Projekt wstrzymano ze względu na działania konkurencyjnego producenta trolejbusów Irisbus, który w tym samym czasie nawiązał współpracę z Astrą i wspólnie z nią dostarczył trolejbusy m.in. do Bukaresztu i Kluż-Napoki.

### II generacja
We wrześniu 2002 r. Solaris zaprezentował nową odsłonę rodziny autobusów miejskich Urbino, która objęła także trolejbusy Solaris Trollino. Główne zmiany objęły stylistykę nadwozia – nieznacznie zmieniono kształt reflektorów, inaczej rozplanowano także wnętrze. W 2003 r., wraz z przedsiębiorstwem Ganz Transelektro, Solaris dostarczył 30 przegubowych trolejbusów dla Rzymu. Napęd tych pojazdów stanowił silnik asynchroniczny zasilany z pantografów, a także z baterii trakcyjnych wykorzystywanych na odcinkach bez trakcji trolejbusowej.
W sierpniu 2003 r. Solaris zaprezentował pierwszy na świecie trolejbus o długości 15 m – Solaris Trollino 15. Został on wyprodukowany w Ostrawie przy współpracy z Cegelec, a napęd został zaprojektowany przez przedsiębiorstwo ČKD Pragoimex. W pojeździe tym zastosowano wydajniejszy system rekuperacji energii hamowania oraz nową konstrukcję wału napędowego przenoszącego moment obrotowy, co zaowocowało niższym o ok. 25% zużyciem energii w porównaniu do modelu Trollino 12DC. Trolejbus mógł zabrać na pokład 160 pasażerów, co było porównywalne z popularnym wówczas w Czechach przegubowym pojazdem Škoda 22Tr. Premiera nowego modelu wpisała się w politykę Solarisa, która zakładała dużą elastyczność względem klienta, przez co powstało wiele różnych opcji wyposażenia dodatkowego, a niemal dla każdego zamówienia trolejbusy wyróżniały się nieco inną specyfikacją techniczną odnośnie do mocy silników, dodatkowych baterii, wysokoprężnych silników spalinowych stanowiących generator energii elektrycznej, czy też napędem na drugą lub trzecią oś (w przypadku modeli 15- i 18-metrowych).
W kolejnych latach Solaris pozyskał kilka ważnych dla dalszego rozwoju przedsiębiorstwa kontraktów, co umocniło go na pozycji jednego z czołowych europejskich producentów trolejbusów. Wymienić tu można zamówienia dla Wilna i Kowna, kontynuację dostaw dla Tallinna, a także wejście na rynek w Szwajcarii, niemal w całości opanowany przez przedsiębiorstwo Hess.
Z upływem lat wzrosła sprzedaż pojazdów z napędem Cegelec, kosztem spadku udziału trolejbusów produkowanych we współpracy z Ganz Transelektro w związku z problemami finansowymi tego przedsiębiorstwa. W 2007 r. Ganz ogłosił upadłość, a upadłe zakłady zostały wykupione przez konkurencyjne dla Solarisa przedsiębiorstwo Škoda Electric i tym samym zakończyła się produkcja trolejbusów Solaris-Ganz.

### III generacja
W 2004 r. miała miejsce premiera III generacji autobusów miejskich Solaris Urbino, która cechowała się odmienioną konstrukcją, a także dużymi zmianami stylistycznymi. Objęły one także rodzinę Trollino. Od III generacji zmieniono również wygląd maskotki zielonego jamnika na trolejbusach Trollino – dotychczas wyglądała ona tak samo jak na autobusach Solaris Urbino, jednak później dodano jej „smycz”, symbolizującą odbieraki prądu na dachu trolejbusu.
W latach 2005–2007 warszawskie przedsiębiorstwo Medcom we współpracy z MPK Lublin skonstruowało trzy prototypowe napędy prądu przemiennego z myślą o trolejbusach. W 2007 r. Solaris wspólnie z Medcomem skonstruowały pierwszy trolejbus o długości 12 m w oparciu o te rozwiązania napędu, które przeszły testy w Lublinie, a po dwóch latach został on zakupiony przez tamtejsze MPK. Był to pierwszy trolejbus, który powstał w Bolechowie-Osiedlu – głównej siedzibie Solarisa. Pojazdy produkowane we współpracy z Medcomem dostały oznaczenie Trollino 12M.
Kolejnym ważnym wydarzeniem było zawarcie w 2008 r. umowy o współpracy z dotychczasowym konkurentem – przedsiębiorstwem Škoda Electric. Škoda zaprzestała w 2004 r. sprzedaży kompletnych trolejbusów, jednak nadal dostarczano osprzęt elektryczny do zabudowy w konstrukcjach innych producentów. Początkowo wykorzystywano jedynie nadwozia Irisbus Agora i Irisbus Citelis, jednak z czasem większy udział zyskały nadwozia Solaris. Trolejbusy te sprzedawano zarówno pod marką Solaris, jak i pod marką Škoda – jako Škoda 26Tr Solaris (odpowiednik Trollino 12), Škoda 27Tr Solaris (odpowiednik Trollino 18) i Škoda 28Tr Solaris (odpowiednik Trollino 15). Trolejbusy Škoda-Solaris były produkowane w Ostrawie oraz w Pilźnie. Dzięki współpracy Solaris stał się ważnym dostawcą trolejbusów na terenie Czech. Pozyskano zamówienia w takich miastach, jak Pardubice, Igława, Cieplice i Pilzno.
W kolejnych latach dostarczano kolejne trolejbusy z rodziny Trollino. Charakteryzowały się one dużą gamą możliwości wyposażeń alternatywnych, co dało przewagę Solarisowi nad produktami zachodnich producentów, którzy dysponowali ograniczoną ofertą, jeśli chodzi o indywidualny dobór napędu czy też dodatkowych generatorów energii lub baterii trakcyjnych. Konstrukcje Solaris odpowiadały także indywidualnym potrzebom związanym z doborem mocy silnika w związku z profilem wysokościowym w danym mieście.
Kontynuowano współpracę ze Škodą oraz Medcomem, produkując trolejbusy dla kolejnych miast w Europie. W Polsce wymieniono na Trollina większość taboru trolejbusowego w Tychach i Gdyni, a także dużą część taboru w Lublinie. Trolejbusy Solaris dostarczano do kolejnych krajów europejskich, jak Niemcy, Austria, Portugalia, czy też Rumunia i Bułgaria. W 2011 r. Solaris dostarczył (do Lublina) 500. trolejbus z rodziny Trollino. Od początku produkcji w 2001 r. do końca 2014 r. Solaris sprzedał 897 szt. trolejbusów do 15 krajów w Europie. Pozwoliło to uplasować się Solarisowi na pozycji europejskiego lidera w produkcji trolejbusów niskopodłogowych. W 2014 r. udział trolejbusów polskiego producenta w europejskim rynku niskopodłogowych trolejbusów wyniósł 70%.
W 2012 r. Solaris dostarczył do Salzburga pierwsze Solarisy Trollino 18 z napędem Cegelec o nowym designie nawiązującym do rodziny tramwajów Solaris Tramino. Szczególną uwagę zwracały pochylona przednia szyba, czy też nowe światła przednie i tylne. Pojazdy te nazwano Solaris Trollino 18 MetroStyle. Łącznie do Salzburga trafiło 46 sztuk takich nowoczesnych pojazdów. Kolejnymi trolejbusami o nowym designie były Solarisy Trollino 12 MetroStyle, które w 2014 r. dostarczono do hiszpańskiego Castellón de la Plana. W 2016 r. na ulice niemieckiego Esslingen am Neckar wyjechały 4 nowoczesne trolejbusy Solaris Trollino 18,75 MetroStyle. Były to najdłuższe wyprodukowane dotychczas trolejbusy Solaris. Powstały we współpracy z niemieckim przedsiębiorstwem Vossloh Kiepe, które było odpowiedzialne za ich napęd.
W kwietniu 2015 r. do Gdyni dostarczono dwie sztuki Trollino 12M. Wyposażono je w baterie pozwalające na przejechanie bez trakcji do 15 km. Były to Solarisy Trollino nr 1001 i 1002. Tysięczny egzemplarz o designie MetroStyle trafił natomiast do Salzburga. Półtora roku później Solaris i miejski przewoźnik z Rygi podpisali umowę na dostawę 10 trolejbusów o długości 18,75 m z dodatkowym napędem na wodorowe ogniwo paliwowe, które miało za zadanie zwiększyć zasięg bez trakcji elektrycznej w podobny sposób, jak w przypadku dostarczanych w 2014 r. dla Hochbahn Hamburg Urbino 18,75 electric. W maju 2017 r. pierwszy egzemplarz trafił na testy do Gdyni.

### IV generacja
W 2014 r. miała miejsce premiera autobusów miejskich Solaris Urbino IV generacji, nazywanych Nowe Urbino. Mimo to trolejbusy Solaris były nadal produkowane w ramach III generacji. Pierwsze trolejbusy wyprodukowane na bazie nowej odsłony Urbino trafiły w grudniu 2017 r. do słowackiej Żyliny. Były to 12 sztuk przegubowych trolejbusów Škoda-Solaris 27Tr oraz 3 sztuki Škoda-Solaris 26Tr. Trolejbusy tego typu zamówiły także przedsiębiorstwa transportu miejskiego z czeskich Chomutova i Jirkova, a także Wilna. Pierwsze trolejbusy nowej generacji wyprodukowane w Bolechowie trafiły natomiast we wrześniu 2018 r. do Gdyni. Zamówienie opiewa na 14 sztuk Trollino 12 i 16 Trollino 18, wszystkich w nowej odsłonie. Kolejne trolejbusy Solaris mają także dotrzeć do końca listopada 2018 r. do Tychów, gdzie trafią 3 Trollino 12. Na początku listopada 2018 r. rozpoczęto testy tyskich Trollino na ulicach Gdyni.
W 2018 r. ogłoszono, że w ramach IV generacji nie będzie kontynuowana produkcja modeli Solaris o długości 15 m, a co za tym idzie zakończono produkcję modeli Trollino 15 i Škoda 28Tr Solaris. Jednocześnie poinformowano, że trwają prace nad konstrukcją dwuprzegubowego trolejbusu o długości 24 m Solaris Trollino 24, który w dalszej kolejności ma stanowić platformę dla budowy autobusów elektrycznych i hybrydowych o takiej długości. W tym samym roku zaprezentowano facelifting rodziny Urbino, który obejmie także wszystkie produkowane przez Solarisa trolejbusy od 2019 r. Pierwsze testy dwuprzegubowego trolejbusu rozpoczęły się w czerwcu 2019 r. na ulicach Gdyni. Wtedy także po raz pierwszy Trollino 24 zostało przedstawione publiczności. Oficjalna premiera modelu, tym razem jednak w wersji MetroStyle, miała miejsce w październiku 2019 podczas targów Busworld w Brukseli. Podczas poznańskich targów Arena Design 2020 otrzymał nagrodę Top Design Award. Trollino 24 MetroStyle pierwsze jazdy testowe odbyło w listopadzie 2020 r. w Bratysławie.

## Konstrukcja

### Jednostka napędowa

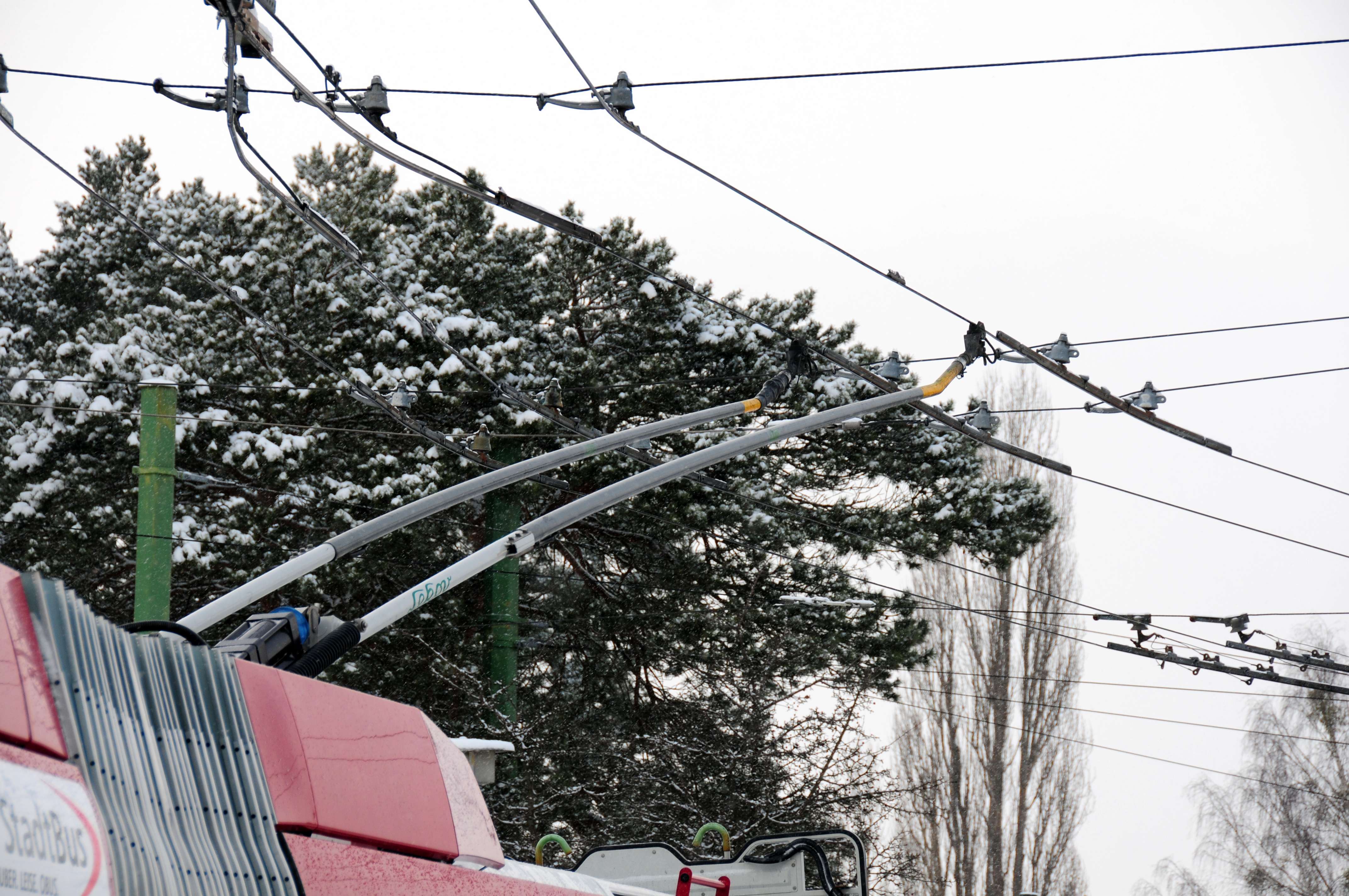
Pantograf w Trollino 18

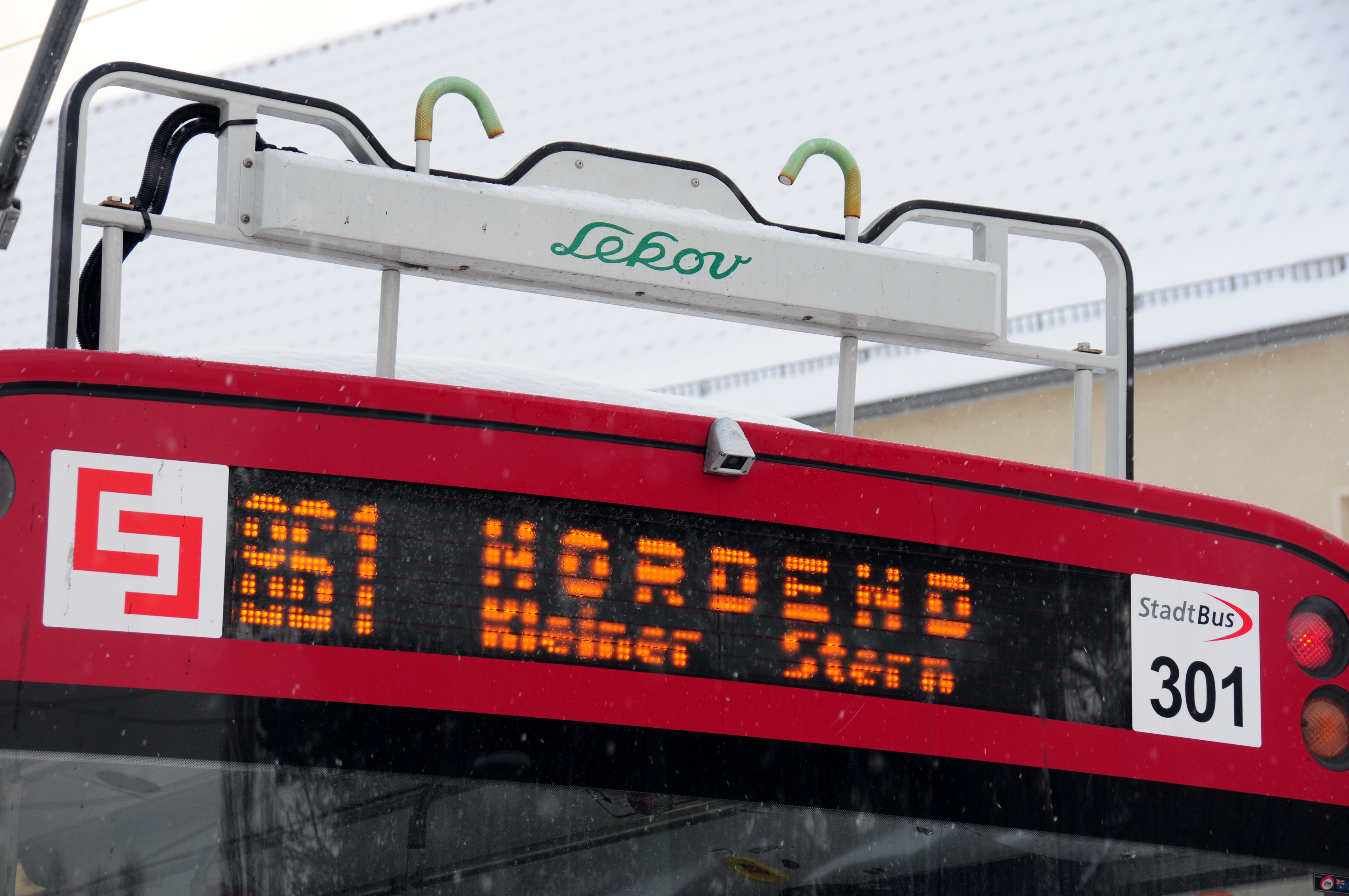
Konstrukcja podtrzymująca złożony pantograf na dachu trolejbusu

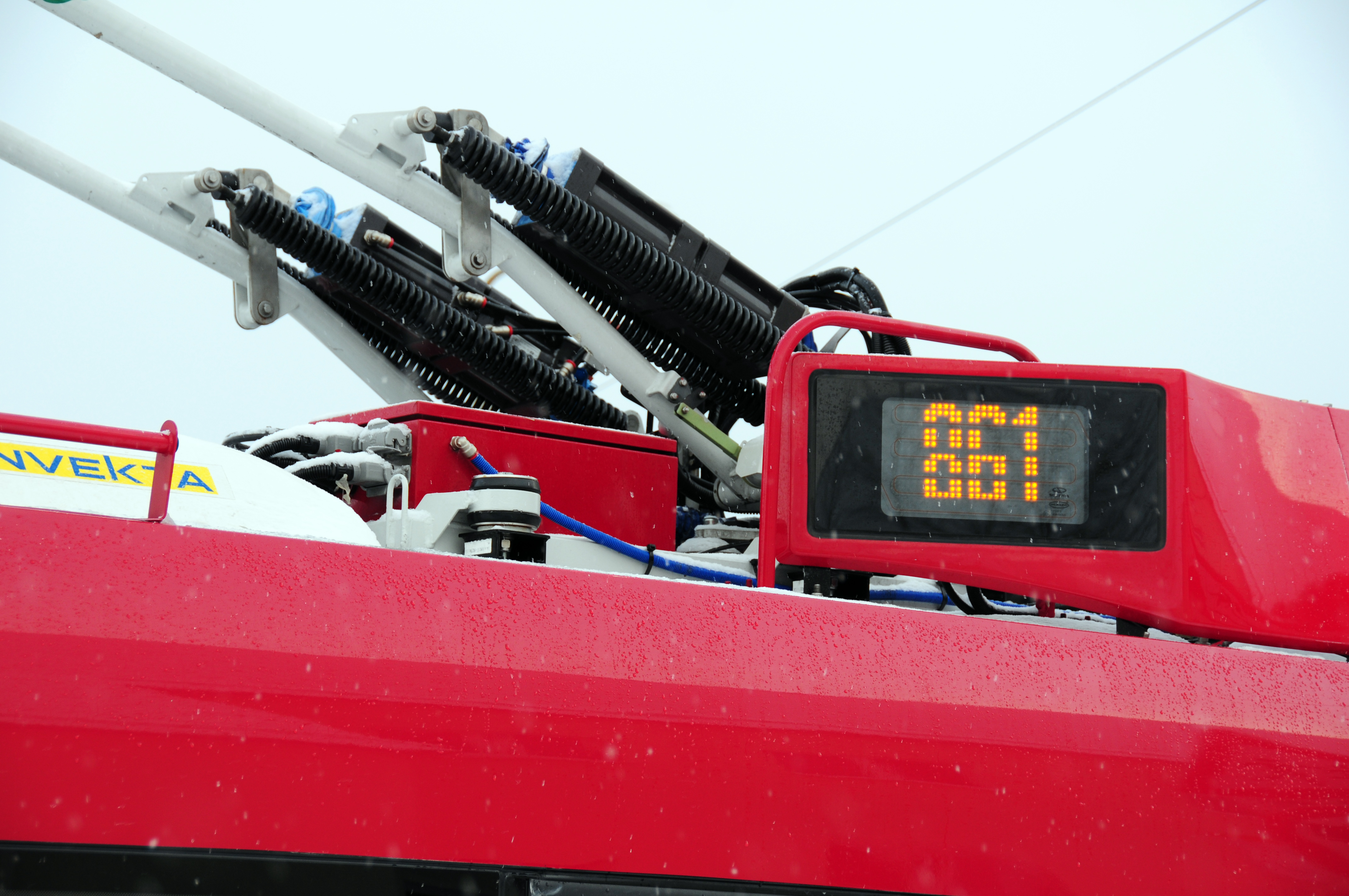
Podstawa pantografu

Pierwsze trolejbusy Solaris były napędzane silnikami prądu stałego DK-210 A3P/21 o mocy 110 kW (150 KM), produkcji polskiego przedsiębiorstwa Elmor, które były sterowane przy pomocy mikroprocesorowego przekształtnika tranzystorowego, skonstruowanego na bazie tranzystorów mocy IGBT przez przedsiębiorstwo Woltan. Układy pomocnicze pojazdu napędzane były dwoma silnikami asynchronicznymi o napięciu znamionowym 380 V i mocy 6 kW. Zastosowano także przetwornicę ładującą akumulatory pojazdu, co pozwoliło na zrezygnowanie z alternatora. Układ ten stosowano w trolejbusach Trollino 12T I generacji. Ten sam silnik Elmor wykorzystano także w konstrukcji pierwszego egzemplarza Trollino 12DC, w którym za resztę osprzętu elektrycznego odpowiedzialny był Cegelec. W kolejnych pojazdach produkowanych w kooperacji Solaris–Cegelec stosowano asynchroniczne silniki prądu przemiennego produkcji czeskiego przedsiębiorstwa Pragoimex. W trolejbusach produkowanych we współpracy z przedsiębiorstwem Ganz Transelektro stosowano silniki prądu zmiennego AT 1 38x25/4 o mocy 165 kW (224 KM). Napęd systemów pomocniczych stosowano taki sam, jak w przypadku Trollino 12T.
W kolejnych latach, po wprowadzeniu do produkcji III generacji Trollino, kontynuowano współpracę z przedsiębiorstwem Cegelec, które wykorzystywało silniki Pragoimex i EMIT oraz sterowanie TV Europulse. Rozszerzono jednak współpracę z czeskimi producentami napędów, czego owocem było zastosowanie w trolejbusach Solaris napędów Škoda Electric wykorzystujących 4- i 6-polowe silniki asynchroniczne Škoda 33ML3550 i 4ML3444, a później Škoda BlueDrive o mocy 160, 175 (dla Trollino 12), 250 (dla Trollino 15 i 18) oraz 2×160 kW (dla Trollino 18). Oprócz tego oferowano trolejbusy z napędami polskiego przedsiębiorstwa Medcom, które wykorzystywało silniki ANT 175-600 (175 kW dla Trollino 12 i 15) i ANT 240-600 (240 kW dla Trollino 18). Powstały również konstrukcje w oparciu o rozwiązania niemieckiego producenta Vossloh Kiepe. Wykorzystywano silnik asynchroniczny 4-polowy o mocy 160 kW (218 KM).
W trolejbusach IV generacji zrezygnowano z napędów Cegelec na rzecz zachowania w ofercie trzech producentów: Škoda Electric, Medcom oraz Kiepe.
Elementy układu napędowego trolejbusów Solaris Trollino umieszczano w różnych lokalizacjach, w zależności od typu pojazdu. Część osprzętu elektrycznego montowana była na dachu za panelami maskującymi, część w podestach we wnętrzu. Silnik montowano również pod podestami lub w kolumnie z tyłu po lewej stronie (podobnie jak silniki w autobusach Solaris Urbino).
W większości sieci trolejbusowych w Europie wykorzystuje się prąd stały o napięciu 600 V. Prąd z sieci trakcyjnej do pojazdu dostarczany jest za pomocą odbieraków prądu umieszczonych na dachu trolejbusu. Są one wykonane z tworzyw sztucznych, co zapewnia ich lekkość, trwałość i nieodkształcalność, a w ich wnętrzu znajduje się przewód umożliwiający przepływ energii elektrycznej. Przy podstawie odbieraków, która umożliwia ich obrót na boki oraz w pionie, znajdują się sprężyny dociskające głowicę odbieraka do sieci trakcyjnej. Na tylnej ścianie trolejbusu znajdują się natomiast zwijacze linek, które pozwalają na opuszczenie odbieraków. Solaris Trollino 18 był pierwszym trolejbusem, w którym zamontowano kamery pozwalające kierowcy na kontrolę pracy odbieraków. 
W przypadku trolejbusów napędzanych silnikami prądu zmiennego (nie dotyczy modeli Trollino 12T i Trollino 12DC), prąd stały jest zamieniany na prąd przemienny w falownikach. Ważnym elementem zapewniającym pracę silnika asynchronicznego jest sterownik, który realizuje cały proces tak, aby uzyskać jak najszybszy i najbardziej oszczędny rozruch silnika.
| Model                        | Producent napędu             | Rodzaj napędu   |
| ---------------------------- | ---------------------------- | --------------- |
| Trollino 12T                 | IEL/Trobus                   | Prąd stały      |
| Trollino 12 Ganz             | Ganz Transelektro            | Prąd przemienny |
| Trollino 12 Astra            | Astra                        | Prąd stały      |
| Trollino 12DC                | Cegelec/EMIT                 | Prąd stały      |
| Trollino 12AC                | Cegelec/Pragoimex            | Prąd przemienny |
| Trollino 12DCR               | TLT/Emit                     | Prąd stały      |
| Trollino 12M                 | Medcom                       | Prąd przemienny |
| Trollino 12 Škoda/Škoda 26Tr | Škoda Electric               | Prąd przemienny |
| Trollino 12 Kiepe            | Vossloh Kiepe/Kiepe Electric | Prąd przemienny |
| Trollino 15AC                | Cegelec/Pragoimex            | Prąd przemienny |
| Trollino 15Š/Škoda 28Tr      | Škoda Electric               | Prąd przemienny |
| Trollino 18 Ganz             | Ganz Transelektro            | Prąd przemienny |
| Trollino 18AC                | Cegelec/Pragoimex            | Prąd przemienny |
| Trollino 18Š/Škoda 27Tr      | Škoda Electric               | Prąd przemienny |
| Trollino 18M                 | Medcom                       | Prąd przemienny |
| Trollino 18 Kiepe            | Vossloh Kiepe/Kiepe Electric | Prąd przemienny |
| Trollino 24 Kiepe            | Vossloh Kiepe/Kiepe Electric | Prąd przemienny |

| Typ | IEL | Ganz | Cegelec | Škoda | Medcom | Kiepe | TLT | Astra | Suma |
| --- | --- | ---- | ------- | ----- | ------ | ----- | --- | ----- | ---- |
| Trollino 12 | 5   | 73   | 115     | 273   | 64     | 8     | 3   | 1     | 542  |
| Trollino 15 | –   | –    | 49      | 18    | –      | –     | –   | –     | 67   |
| Trollino 18 | –   | 82   | 78      | 116   | 12     | –     | –   | –     | 288  |
| Suma | 5   | 155  | 242     | 407   | 76     | 8     | 3   | 1     | 897  |
| Legenda oznaczeń dostawców napędów - IEL – Instytut Elektrotechniki w Warszawie (montaż PNTKM/Trobus Gdynia); - Ganz – Ganz Transelektro (montaż w Budapeszcie); - Cegelec – Alstom-Cegelec/Cegelec (montaż DPO w Ostrawie); - Škoda – Škoda-Ganz, a później Škoda Electric (montaż w Pilźnie w zakładach Škoda, a w pierwszych latach także w Ostrawie); - Medcom – Medcom Warszawa (montaż w zakładach Solaris Bus & Coach w Bolechowie-Osiedlu); - Kiepe – Vossloh Kiepe (później Kiepe Electric), montaż w zakładach Solaris w Bolechowie-Osiedlu; - TLT – napęd produkcji własnej TLT Tychy z montażem w Tychach; - Astra – napęd produkcji Astra z montażem w Bukareszcie. |     |      |         |       |        |       |     |       |      |

#### Dodatkowe układy jazdy bez zasilania

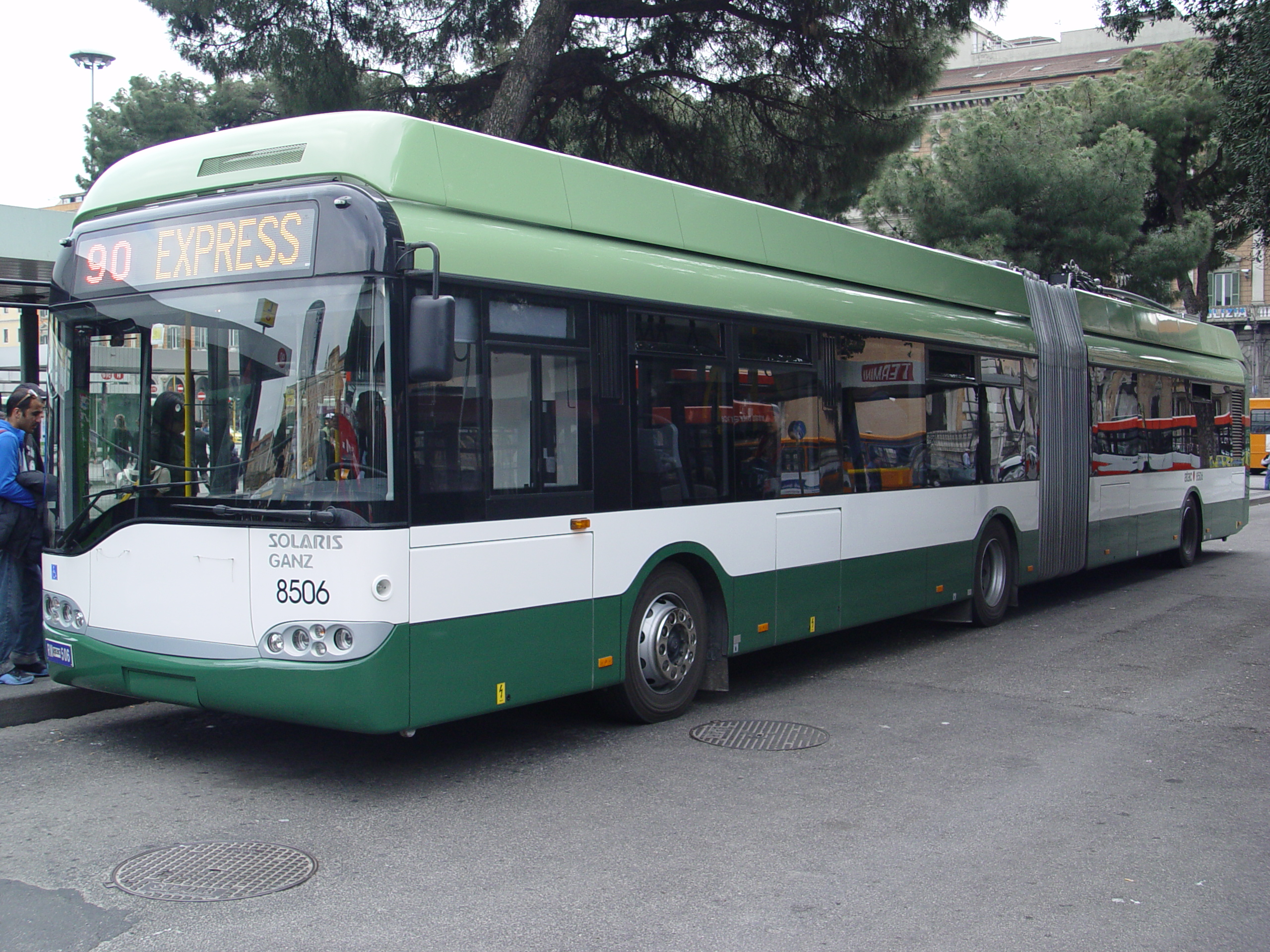
Rzymskie Trollino 18 na odcinku bez trakcji elektrycznej wykorzystuje baterie trakcyjne (kwiecień 2005)

W swoich trolejbusach Solaris oferuje trzy typy opcjonalnych dodatkowych układów jazdy awaryjnej. Pierwszym z nich są baterie trakcyjne na dachu pojazdu, które umożliwiają pokonanie – w zależności od indywidualnych potrzeb klienta – od kilku do kilkudziesięciu kilometrów bez zasilania trakcyjnego. Wadami takiego rozwiązania są wyższa cena oraz większa masa własna trolejbusu, jednak pozwala ono na bezemisyjną jazdę bez trakcji elektrycznej. Trolejbusy Solaris z takim układem są eksploatowane m.in. w Gdyni, Tychach, Rzymie, Rydze, i Lublinie.
Kolejnym rozwiązaniem jest zastosowanie silnika wysokoprężnego niewielkiej mocy, który pełni rolę generatora prądu na odcinkach bez trakcji elektrycznej. Jest ono dużo popularniejsze w europejskich sieciach trolejbusowych, głównie ze względu na niższe koszty zakupu pojazdów przy relatywnie niewielkich wadach związanych z emisją spalin. Trolejbusy Solaris Trollino z agregatem w postaci silnika spalinowego są eksploatowane m.in. w Opawie, Ostrawie, czy też Lublinie.
Trzecim rozwiązaniem jest zastosowanie jako generatora energii elektrycznej wodorowego ogniwa paliwowego. Przyjęto je w dostarczonych w 2018 r. do Rygi trolejbusach Solaris Trollino 18,75. Pozwala ono na przejechanie nawet 100 km bez sieci trakcyjnej przy zerowej emisji spalin.

### Podwozie i układ jezdny
Trolejbusy Solaris Trollino mają konstrukcję podwozia opartą na rozwiązaniach znanych z autobusów Solaris Urbino. Jako osie wykorzystywane są produkty ZF Friedrichshafen. Jako oś przednia stosowana jest oś niezależna ZF RL 75 EC lub ZF RL 85 A, jako oś napędowa – ZF AV 132, a w przypadku modeli trzyosiowych – ZF AVN 132 jako oś nienapędowa w modelu Trollino 18 i ZF RL 85 A jako wleczona w Trollino 15 (tylna oś w modelu Trollino 15 jest skrętna). W Trollino 24 znajdują się dwie osie napędowe (II i III), natomiast IV oś jest osią nienapędową. Układ kierowniczy wykonuje także ZF – wykorzystywany jest system Servocom. W konstrukcji wykorzystano zawieszenie ECAS z funkcją przyklęku z prawej strony pojazdu o ok. 70 mm (podnoszenie o 60 mm).

### Nadwozie i wnętrze
Szkielet oraz ściany boczne trolejbusów Solaris Trollino wykonane są ze stali nierdzewnej. Wejście na pokład zapewniają 2 lub 3 (w przypadku modeli 12- i 15-metrowych) albo 3 lub 4 (w przypadku modelu 18-metrowego) pary drzwi dwuskrzydłowych (jako opcja w zwykłych modelach oraz w modelach MetroStyle przednie drzwi jednoskrzydłowe). Szerokość wejść wynosi 1350 mm, a wysokość nad jezdnią 320 mm (w przypadku generacji I–III 340 mm w trzecich i czwartych drzwiach). Układ siedzeń i wyposażenie wnętrza zależą od indywidualnych wymagań klienta. W przypadku modelu Trollino 12 we wnętrzu znajduje się maksymalnie 39 miejsc siedzących, natomiast w przypadku Trollino 15, 18 i 24 – odpowiednio do 50, 52 i 68 miejsc siedzących. Naprzeciwko drugich drzwi (lub w ich pobliżu po prawej stronie) znajduje się przestrzeń dla niepełnosprawnych lub wózków dziecięcych. W drugich drzwiach znajduje się także platforma dla niepełnosprawnych odkładana ręcznie.
Od 2015 r. całe oświetlenie wewnętrzne, a od 2018 r. także wszystkie światła zewnętrzne są wykonane w technologii LED. Wyposażeniem opcjonalnym jest klimatyzacja przestrzeni pasażerskiej. W generacjach I–III ogrzewanie zapewniają nagrzewnice elektryczne 1-stopniowe (w wyposażeniu standardowym) lub opcjonalne ogrzewanie wodne z dmuchawami 2-stopniowymi, natomiast w przypadku IV generacji, grzejniki konwektorowe i dmuchawy 2-stopniowe jako wyposażenie standardowe.

## Sprzedaż i eksploatacja
| Rok          | 2001 | 2002 | 2003 | 2004 | 2005 | 2006 | 2007 | 2008 | 2009 | 2010 | 2011 | 2012 | 2013 | 2014 | Suma |
| ------------ | ---- | ---- | ---- | ---- | ---- | ---- | ---- | ---- | ---- | ---- | ---- | ---- | ---- | ---- | ---- |
| Liczba sztuk | 6    | 12   | 45   | 41   | 88   | 61   | 80   | 12   | 32   | 100  | 65   | 64   | 75   | 229  | 897  |

Trolejbusy Solaris Trollino są eksploatowane w 17 europejskich państwach w ponad 40 miastach. Do 2018 r. wyprodukowano łącznie niemal 1200 sztuk trolejbusów Solaris, dzięki czemu Solaris jest największym europejskim producentem trolejbusów niskopodłogowych. Najwięcej pojazdów dostarczono do Czech, a w dalszej kolejności do Bułgarii, Polski, Łotwy, na Litwę, a także do Włoch i Węgier. Wśród największych odbiorców trolejbusów Solaris znajdują się takie miasta, jak Ryga (163 szt.), Sofia (110 szt.), Gdynia (97 szt.), Wilno (86 szt.), Lublin (81 szt.), Salzburg (66 szt.) i Ostrawa (56 szt.).

### Eksploatacja w Polsce

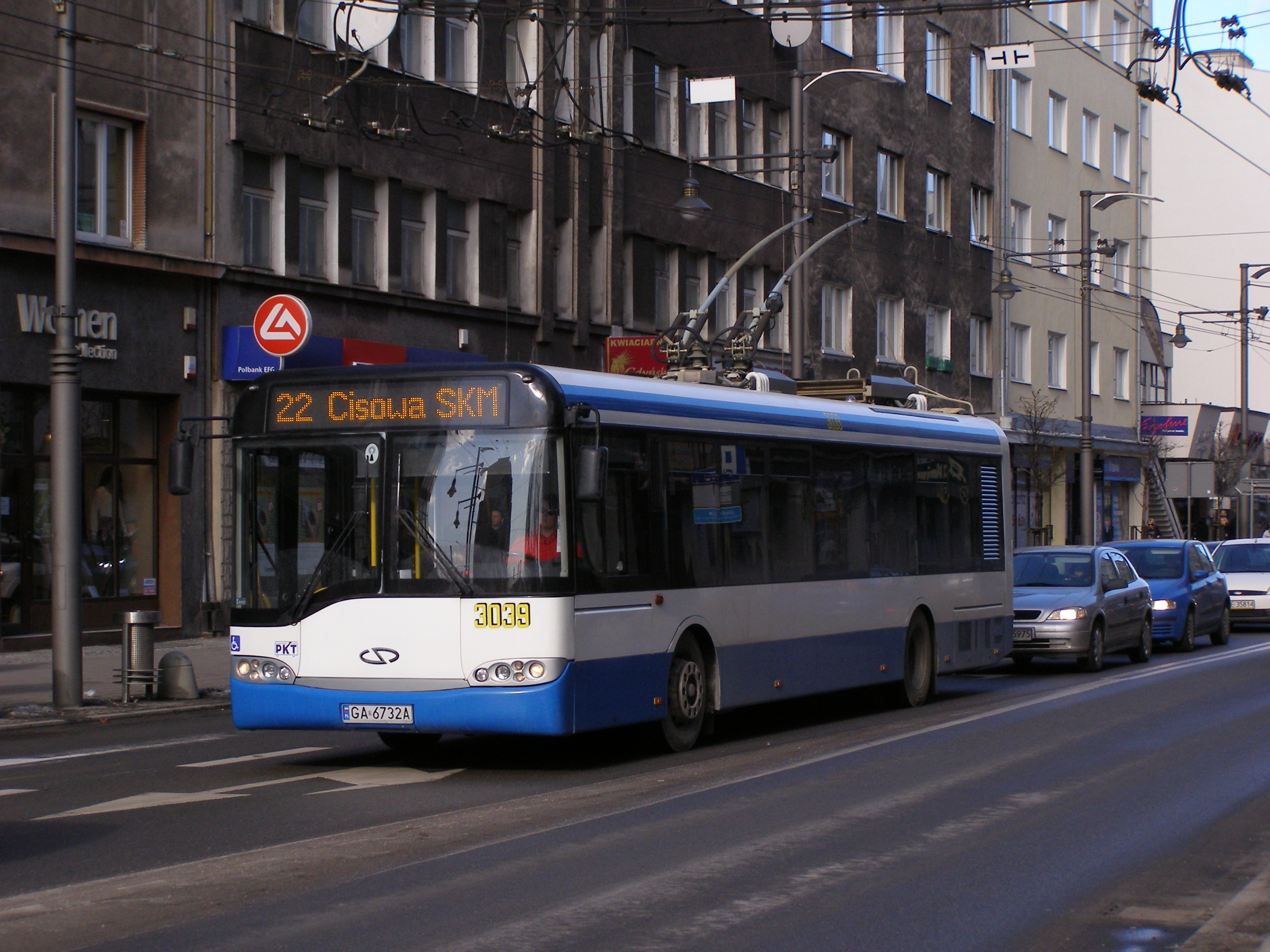
Gdyńskie Trollino 12 II generacji (luty 2012)

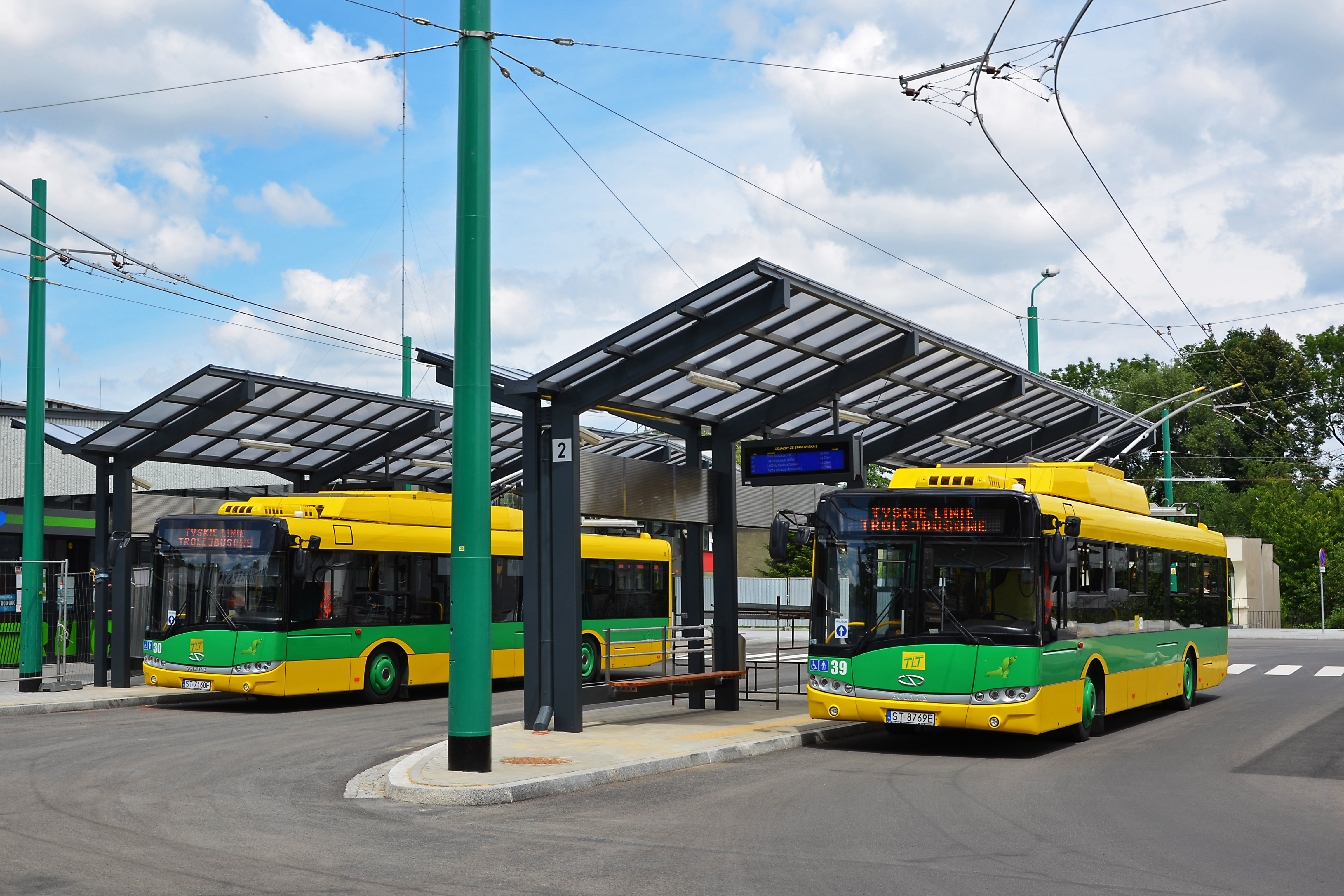
Dwa Trollino 12 III w barwach Tyskich Linii Trolejbusowych (lipiec 2014)

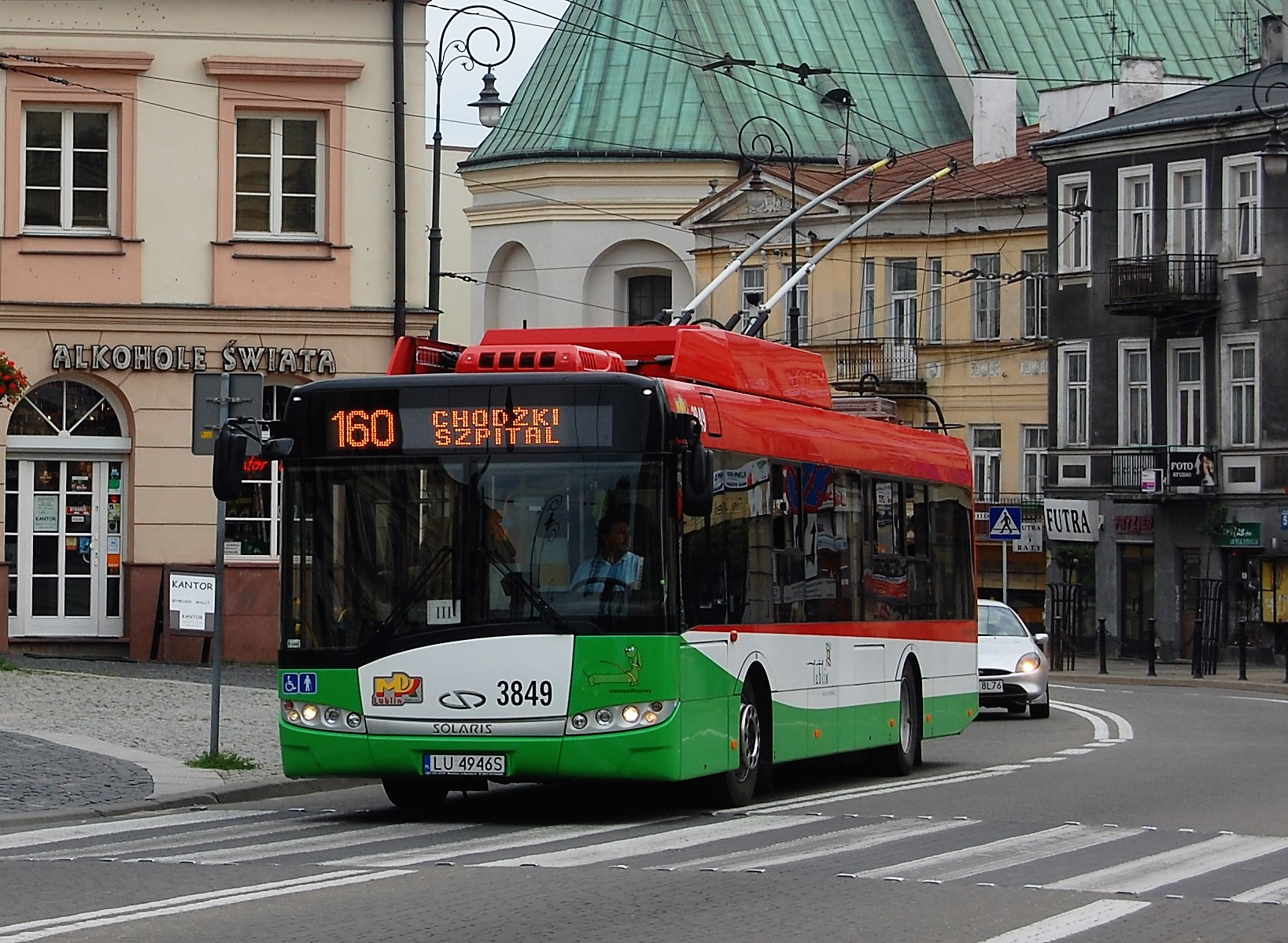
Solaris Trollino 12 III generacji w Lublinie (lipiec 2011)

Pierwsze trolejbusy Solaris Trollino w Polsce trafiły do Gdyni, gdzie zostały wyprodukowane we współpracy z tamtejszym przedsiębiorstwem Trobus. Łącznie do Gdyni trafiły 4 sztuki trolejbusów I generacji Trollino 12T. W kolejnych latach, po zaprzestaniu produkcji trolejbusów Trollino w Gdyni, kontynuowano zakupy pojazdów typu Solaris Trollino 12AC, których łącznie do Gdyni w latach 2003–2006 trafiło 14 sztuk. W tym czasie swoje egzemplarze Trollino miało już także przedsiębiorstwo trolejbusowe z Tychów. W 2001 r. Tychy zamówiły trzy trolejbusy Solaris–Trobus Gdynia, jednak w związku z wycofaniem się przedsiębiorstwa Trobus z produkcji trolejbusów, zrealizowano zamówienie jedynie na jedną sztukę. W związku z dużymi brakami w taborze niskopodłogowym w Tychach, w 2004 r. Tychy pozyskały 2 kolejne Trollino 12AC, natomiast w latach 2006–2008 TLT w swoich zakładach zmontowały trzy sztuki trolejbusów Solaris Trollino 12DCR. Jako ostatnie trolejbusy Trollino dotarły do Lublina, gdzie pierwsze Trollino wyjechało na ulice w 2007 r. Były to trzy pierwsze sztuki Trollino 12M wyprodukowane we współpracy z przedsiębiorstwem Medcom.
W kolejnych latach zakupy trolejbusów Trollino kontynuowały wszystkie trzy polskie miasta z siecią trolejbusową. Gdynia w 2007 r. zamówiła dwie sztuki Trollino 12AC, natomiast w latach 2009–2011 do Gdyni trafiło 36 sztuk Trollino 12M, do których dołączyły w 2015 i 2016 r. kolejne 2 sztuki. Były to pierwsze w Gdyni trolejbusy z dodatkowym wspomaganiem poprzez baterie trakcyjne, które umożliwiały im obsługę linii nie w pełni zelektryfikowanych, a także przejazdy manewrowe na terenie zajezdni bez podpięcia do trakcji elektrycznej. Zakupy trolejbusów Trollino kontynuował także Lublin. Na ulice stolicy Lubelszczyzny w latach 2011–2013 trafiło łącznie 50 sztuk tego typu pojazdów – 30 z napędem Škoda i 20 z napędem Medcom. Pojazdy te wyposażono natomiast w dodatkowy układ spalinowy, który uruchamiał się na odcinkach bez trakcji elektrycznej. W 2014 r. do Lublina trafiło 12 przegubowych Trollino 18 – były to pierwsze w Polsce trolejbusy o długości 18 m. Były to także pierwsze Trollino 18 wykonane w kooperacji Solaris–Medcom. Wyposażono je w akumulatory pozwalające na przejechanie do 5 km bez trakcji elektrycznej. W 2013 r. Solaris rozpoczął dostawy 15 sztuk trolejbusów Trollino 12MB dla tyskiego przedsiębiorstwa TLT. Były to pierwsze w Tychach trolejbusy ze wspomaganiem przez baterie trakcyjne. 
W 2018 r. Solaris rozpoczął realizację kolejnego kontraktu dla Gdyni. W jego ramach na trójmiejskie ulice wyjedzie 14 sztuk Trollino 12 i 16 sztuk przegubowych Trollino 18 IV generacji. Dodatkowo zamówienie obejmowało montaż baterii trakcyjnych w 21 trolejbusach Trollino 12MB, dzięki którym będą mogły one pokonać nawet 20–30 km bez zasilania z trakcji. Takie rozwiązanie pozwoliło na przedłużenie linii nr 31 do gdańskiej Ergo Areny bez sieci trakcyjnej. Równolegle 3 nowe Trollino 12 w listopadzie 2018 r. trafiły do Tychów. W 2020 r. 6 nowych 12-metrowych trolejbusów Solaris odebrało PKT Gdynia. Zostały one wyposażone w baterie o dużej pojemności, dzięki czemu mogą obsługiwać trasy, po których do tej pory kursowały autobusy spalinowe. Pojazdy posiadają hmologację jako autobus elektryczny oraz jako trolejbus i mogą być ładowane na dwa sposoby – z sieci trakcyjnej i metodą plug-in. W 2021 r. 15 przegubowych trolejbusów Trollino 18 odebrało MPK Lublin.
Oprócz eksploatacji liniowej, na terenie Polski przeprowadzane są testy trolejbusów Solaris przeznaczonych dla zagranicznych odbiorców. Najczęściej odbywają się one na ulicach Gdyni. W ten sposób był testowany np. Trollino 18,75 przeznaczony dla odbiorcy z Rygi. Nie wyjechał on jednak do obsługi liniowej, lecz był testowany bez pasażerów. Podobne testy z pilotem miały miejsce w czerwcu 2019 r. z modelem Trollino 24.

### Eksport

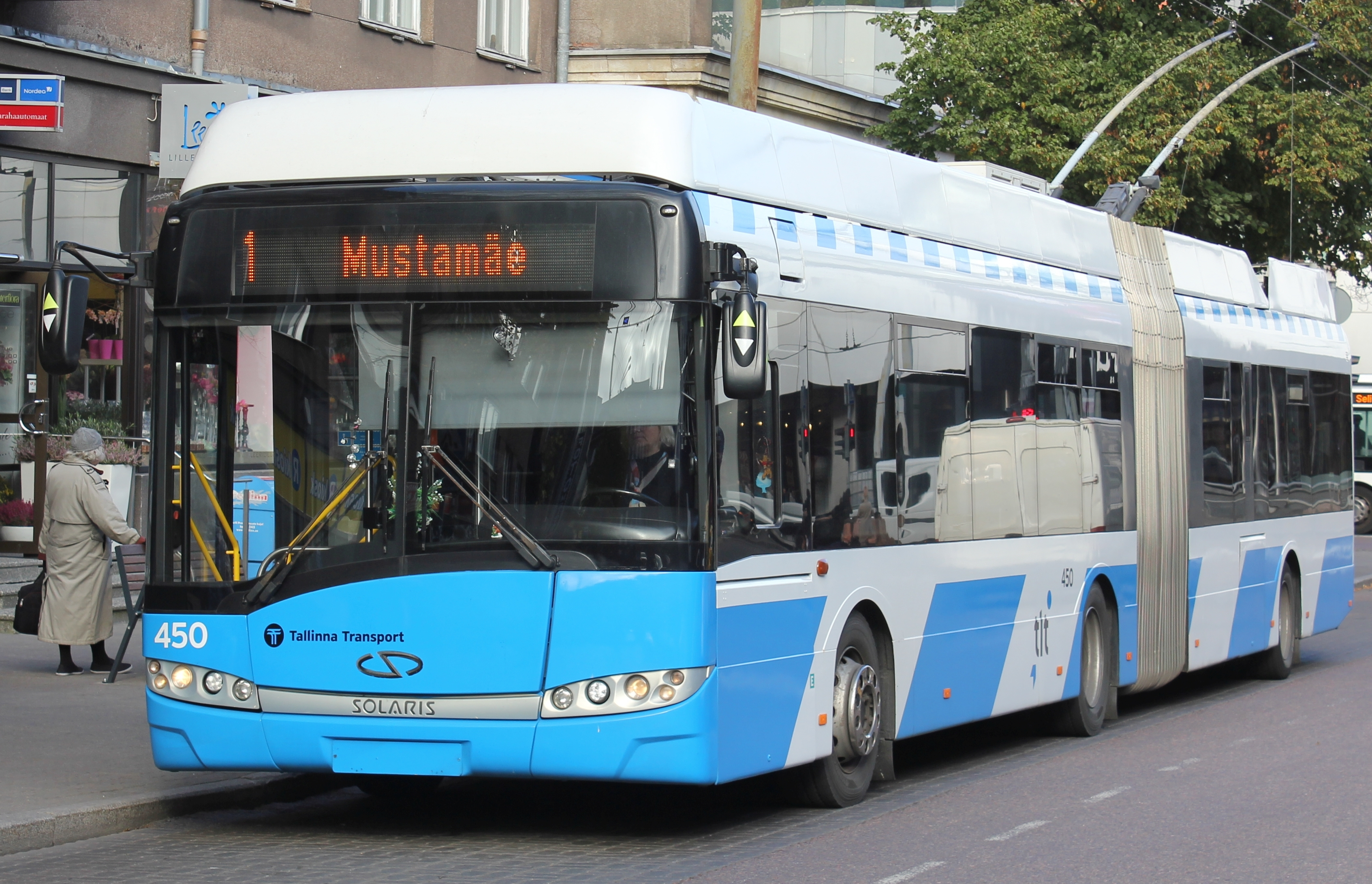
Solaris Trollino 18 III generacji w Tallinie, Estonia (październik 2016)

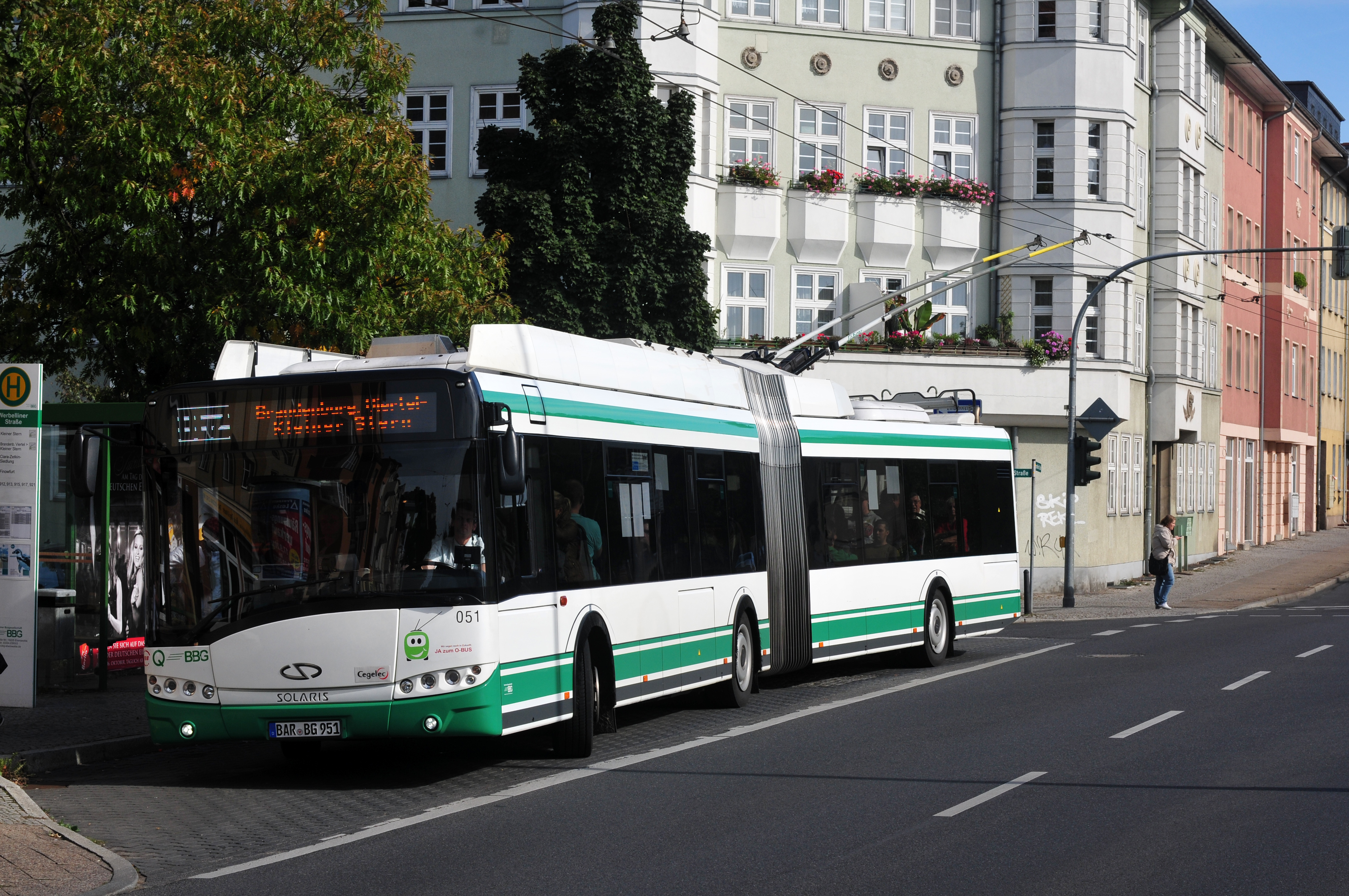
Trollino 18 na ulicach Eberswalde, Niemcy (wrzesień 2012)

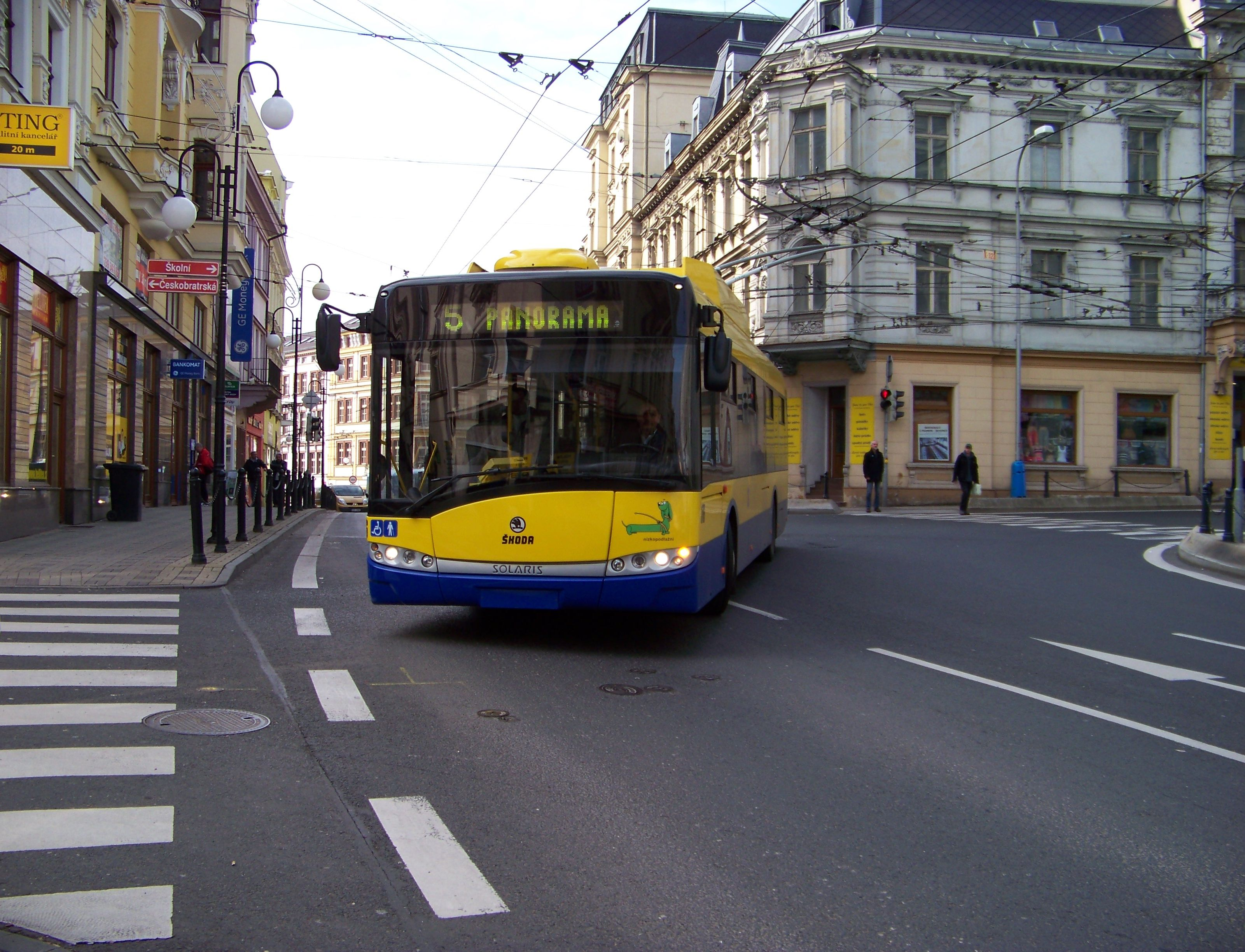
Škoda 26Tr Solaris w czeskich Cieplicach (marzec 2012)

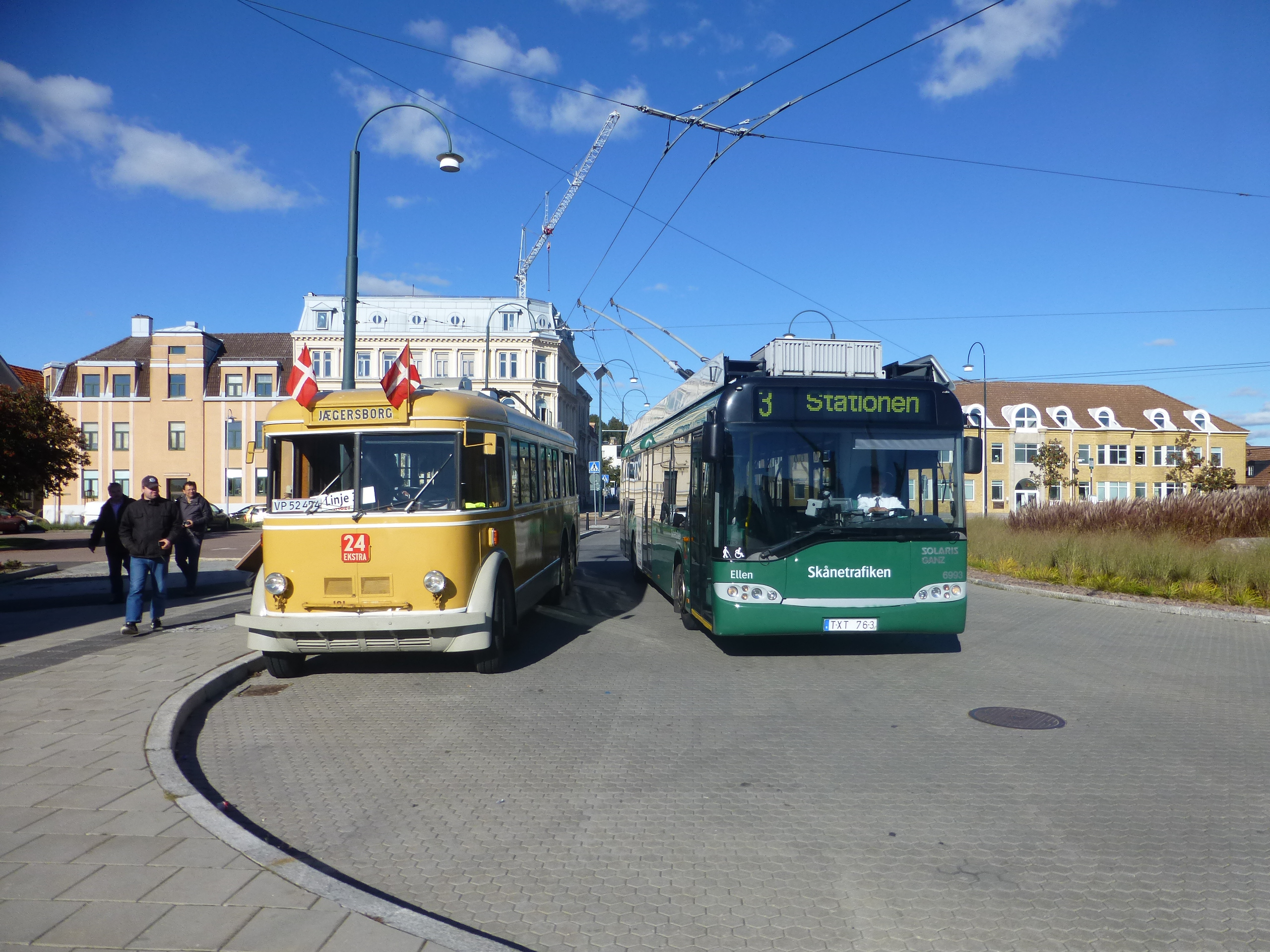
Solaris Trollino 12 w Landskronie (wrzesień 2013)

Naturalną drogą sprzedaży trolejbusów Solaris musiał stać się eksport, ze względu na fakt, iż w Polsce systemami trolejbusowymi dysponują jedynie trzy miasta. Pierwsze trolejbusy Solaris, które trafiły poza Polskę, zostały wyprodukowane we współpracy z przedsiębiorstwem Ganz Transelektro. Były to egzemplarze produkowane na Węgrzech, które trafiły do Rygi (początkowo 3 szt. Trollino 18). W pierwszych latach produkcji trolejbusy Solaris trafiły do wielu miast Europy Środkowo-Wschodniej, m.in. Tallinnu (w latach 2002–2004 18 szt. Trollino 12), Opawy (16 sztuk Trollino 12 w wersjach na prąd stały i przemienny), czy też Ostrawy (od 2002 r. 4 sztuki Trollino 15 i 14 sztuk Trollino 12). Sprzedano także 4 sztuki Trollino 12 do szwedzkiej Landskrony. Szczególnie ważnymi wydarzeniami były wejście na rynek czeski, w całości opanowany przez trolejbusy Škoda, a także pozyskanie zamówienia na dostawę trolejbusów dla stolicy Łotwy. Począwszy od 2005 roku były one dostarczane w partiach po 25 sztuk przez cztery kolejne lata. W krótkim czasie od rozpoczęcia produkcji większość trolejbusów marki Solaris zaczęła trafiać na eksport. Za granicami Polski sprzedano wszystkie trolejbusy wyprodukowane w kooperacji z przedsiębiorstwem Ganz. Trolejbusy Solaris II generacji dostarczono do dużych europejskich miast, jak Rzym (30 sztuk Trollino 18 w 2003 r.), Budapeszt (6 sztuk Trollino 12 w 2005 r.), Neapol (10 sztuk Trollino 12 w 2004 r.), czy też Wilno (w latach 2004–2006 45 sztuk Trollino 15). Sukcesem było również pozyskanie zamówień z miast szwajcarskich – Winterthuru i La Chaux-de-Fonds, gdzie w 2005 r. dostarczono łącznie 18 sztuk Trollino 12 i 18. Do tej pory na szwajcarskim rynku trolejbusów dominowało przedsiębiorstwo Hess. W 2006 r. napotkano na problemy związane z ogłoszeniem upadłości przedsiębiorstwa Ganz Transelektro, w związku z czym powstały opóźnienia w dostawach zakontraktowanych wcześniej pojazdów z napędami tego przedsiębiorstwa. Sytuacja ta dotyczyła Trollino dla Rygi, Budapesztu i Debreczyna, jednak została rozwiązana w 2007 r., kiedy napędy do tych trolejbusów wykonała Škoda – nowy właściciel upadłego węgierskiego zakładu.
Solaris szybko stał się jednym z wiodących producentów trolejbusów w Europie. Nawiązanie współpracy ze Škodą pozwoliło na szersze wejście na czeski rynek, a także dotarcie do miast dawnego bloku wschodniego, gdzie dotychczas z powodzeniem eksploatowano trolejbusy Škoda, m.in. Bułgarii i Rumunii, ale także na Litwę i Łotwę. W 2009 r. pierwszy trolejbus Trollino 18 trafił do austriackiego Salzburga. W kolejnych latach do Salzburga sprzedano 46 sztuk trolejbusów w wersji MetroStyle. W 2009 r. sprzedano pierwsze trolejbusy do Portugalii, natomiast w 2014 r. dostarczono modele w wersji MetroStyle do jedynego hiszpańskiego systemu trolejbusowego w Castellón de la Plana. W 2010 r. dostarczono pierwsze Solarisy Trollino do Bułgarii. Pierwszym miastem z pojazdami z tej rodziny była Sofia, gdzie dostarczono 30 sztuk Trollino 12 z napędem Škoda. W tym samym roku Solaris wszedł na niemiecki rynek trolejbusowy, zdobywając zamówienie na 12 sztuk przegubowych pojazdów dla Eberswalde. Jest to o tyle ważny moment, że dotychczas żaden trolejbus Solaris nie został wyprodukowany na rynek niemiecki, mimo że Niemcy są głównym państwem eksportowym wyrobów podpoznańskiego producenta. Na koniec 2010 r. trolejbusy Solaris spotkać można było w 13 państwach Europy poza Polską.
W 2013 r. Solaris dostarczył 8 sztuk trolejbusów 12-metrowych dla rumuńskiego Baia Mare. Był to pierwszy kontrakt dla miasta z tego kraju, pomijając jedną sztukę wyprodukowaną we współpracy z przedsiębiorstwem Astra, która nigdy nie wyjechała na ulice. W 2014 r. trolejbusy marki Solaris spotkać można było w 15 krajach w Europie, a najwięcej pojazdów wyeksportowano do Czech. W kolejnym roku Solaris pozyskał zamówienie na 12 trolejbusów przegubowych oraz 20 o długości 12 m dla Budapesztu. W tym samym roku kontynuowano dostawy do Austrii (Salzburg), Niemiec (Esslingen am Neckar) oraz Czech (Pilzno, Uście nad Łabą). W 2017 r. po pomyślnych testach na ulicach Gdyni do Rygi dostarczono pierwsze Solarisy Trollino 18,75 z dodatkowym napędem wodorowym. Łącznie zamówienie opiewało na 10 takich pojazdów. W grudniu 2017 r. przedsiębiorstwo miejskie z Żyliny odebrało pierwsze na świecie Trollino IV generacji, a tym samym Słowacja stała się 16. krajem, w którym eksploatuje się trolejbusy Solaris. Trollino IV generacji zostały także dostarczone w 2018 r. do Wilna, gdzie zamówiono łącznie 41 sztuk w podstawowej wersji długości. W tym samym roku niemieckie Solingen odebrało 4 Trollino w przedłużonej wersji 18,75, które wyprodukowano jeszcze na bazie III generacji. W 2019 r. Solaris pozyskał pierwsze zamówienie z Francji – w latach 2019–2022 wraz ze Škodą dostarczył 23 trolejbusy Solaris Trollino 12 do Saint-Etienne.
W listopadzie 2021 r. Solaris pozyskał pierwsze zamówienie na 24-metrowy model Trollino 24 dla przewoźnika miejskiego z Bratysławy. 16 pojazdów tego typu zostanie dostarczonych w 2023 r. Umowę podpisano po testach na ulicach miasta w 2020 r. Kolejnym odbiorcą Trollino 24 został Dopravní podnik hl. m. Prahy z Pragi, gdzie do 2024 r. Solaris we współpracy ze Škodą dostarczy 20 takich pojazdów. W 2022 r. Solaris pozyskał zamówienie na 10 sztuk Trollino 18 w wersji MetroStyle do obsługi połączeń w Arnhem. Jest to pierwsze zamówienie na trolejbusy Solaris z Holandii.

### Podsumowanie
| Państwo                  | Miasto                | Trollino 12 | Trollino 12         | Trollino 15 | Trollino 15     | Trollino 18 | Trollino 18      | Trollino 24 | Trollino 24 |                            |
| Państwo                  | Miasto                | szt.        | lata                | szt.        | lata            | szt.        | lata             | szt.        | lata        |                            |
| ------------------------ | --------------------- | ----------- | ------------------- | ----------- | --------------- | ----------- | ---------------- | ----------- | ----------- | -------------------------- |
| Austria (61 szt.)        | Salzburg              |             |                     |             |                 | 61          | 2009–2017        |             |             | [ 9 ] [ 18 ]               |
| Bułgaria (208 szt.)      | Burgas                | 22          | 2014                |             |                 |             |                  |             |             | [ 76 ]                     |
| Bułgaria (208 szt.)      | Plewen                | 54          | 2014, 2018          |             |                 |             |                  |             |             | [ 77 ]                     |
| Bułgaria (208 szt.)      | Sofia                 | 30          | 2010                |             |                 | 50          | 2013–2014        |             |             | [ 9 ] [ 49 ]               |
| Bułgaria (208 szt.)      | Stara Zagora          | 22          | 2014-2015           |             |                 |             |                  |             |             | [ 78 ]                     |
| Bułgaria (208 szt.)      | Warna                 | 30          | 2014                |             |                 |             |                  |             |             | [ 79 ]                     |
| Czechy (276 szt.)        | Brno                  | 10          | 2018                |             |                 | 40          | 2021–2023        |             |             | [ 80 ] [ 81 ] [ 82 ]       |
| Czechy (276 szt.)        | Chomutov-Jirkov       | 10          | 2006, 2018          |             |                 | 10          | 2018             |             |             | [ 9 ] [ 83 ]               |
| Czechy (276 szt.)        | Czeskie Budziejowice  |             |                     |             |                 | 17          | 2013, 2018       |             |             | [ 84 ]                     |
| Czechy (276 szt.)        | Igława                | 23          | 2009–2011           |             |                 |             |                  |             |             | [ 9 ]                      |
| Czechy (276 szt.)        | Ostrawa               | 40          | 2002–2010           | 4           | 2002–2006       | 13          | 2005, 2010, 2011 |             |             | [ 9 ]                      |
| Czechy (276 szt.)        | Opawa                 | 29          | 2002–2010           |             |                 |             |                  |             |             | [ 9 ] [ 85 ]               |
| Czechy (276 szt.)        | Pardubice             | 10          | 2008–2009           | 10          | 2008–2009       |             |                  |             |             | [ 9 ]                      |
| Czechy (276 szt.)        | Pilzno                | 40          | 2011–2017           |             |                 | 23          | 2010–2011, 2019  |             |             | [ 9 ] [ 86 ]               |
| Czechy (276 szt.)        | Cieplice              | 6           | 2009–2010           | 3           | 2009–2010       |             |                  |             |             | [ 9 ]                      |
| Czechy (276 szt.)        | Uście nad Łabą        |             |                     | 18          | 2011–2015       | 10          | 2011–2015        |             |             | [ 67 ]                     |
| Czechy (276 szt.)        | Zlin                  | 6           | 2013                |             |                 | 11          | 2013             |             |             | [ 87 ]                     |
| Estonia (51 szt.)        | Tallinn               | 32          | 2002–2004 2007–2010 |             |                 | 19          | 2003 2008–2009   |             |             | [ 9 ]                      |
| Hiszpania (5 szt.)       | Castellón de la Plana | 5           | 2014–2015           |             |                 |             |                  |             |             | [ 88 ]                     |
| Litwa (87 szt.)          | Kowno                 | 42          | 2006–2007           |             |                 |             |                  |             |             | [ 9 ]                      |
| Litwa (87 szt.)          | Wilno                 |             |                     | 45 (86)     | 2004–2006, 2018 |             |                  |             |             | [ 9 ] [ 27 ]               |
| Łotwa (104 ze 112 szt.)  | Ryga                  |             |                     |             |                 | 104 (112)   | 2001–2018        |             |             | [ 9 ] [ 23 ] [ 48 ]        |
| Niemcy (27 z 30 szt.)    | Eberswalde            |             |                     |             |                 | 12          | 2010–2011        |             |             | [ 9 ]                      |
| Niemcy (27 z 30 szt.)    | Esslingen am Neckar   |             |                     |             |                 | 4           | 2015             |             |             | [ 89 ]                     |
| Niemcy (27 z 30 szt.)    | Solingen              |             |                     |             |                 | 1 (4)       | 2018             |             |             | [ 68 ] [ 90 ]              |
| Polska (151 ze 187 szt.) | Gdynia                | 61 (81)     | 2001–2020           |             |                 | 16          | 2018             |             |             | [ 9 ] [ 28 ] [ 50 ] [ 91 ] |
| Polska (151 ze 187 szt.) | Lublin                | 54          | 2007–2011, 2013     |             |                 | 12          | 2014             |             |             | [ 9 ] [ 52 ]               |
| Polska (151 ze 187 szt.) | Tychy                 | 24          | 2002–2019           |             |                 |             |                  |             |             | [ 9 ] [ 31 ] [ 54 ] [ 92 ] |
| Portugalia (1 szt.)      | Coimbra               | 1           | 2009                |             |                 |             |                  |             |             | [ 9 ]                      |
| Rumunia (9 szt.)         | Baia Mare             | 8           | 2013                |             |                 |             |                  |             |             | [ 93 ]                     |
| Rumunia (9 szt.)         | Bukareszt             | 1           | 2002                |             |                 |             |                  |             |             | [ 9 ]                      |
| Słowacja (68 szt.)       | Bratysława            |             |                     |             |                 | 23          | 2023             | 16          | 2023        |                            |
| Słowacja (68 szt.)       | Żylina                | 11          | 2017–2020           |             |                 | 18          | 2017–2019        |             |             | [ 9 ]                      |
| Szwajcaria (18 szt.)     | La Chaux-de-Fonds     | 4           | 2005                |             |                 | 4           | 2005             |             |             | [ 9 ]                      |
| Szwajcaria (18 szt.)     | Winterthur            |             |                     |             |                 | 10          | 2005             |             |             | [ 9 ]                      |
| Szwecja (5 szt.)         | Landskrona            | 5           | 2003, 2010          |             |                 |             |                  |             |             | [ 9 ]                      |
| Węgry (69 szt.)          | Budapeszt             | 36          | 2005, 2007, 2015    |             |                 | 12          | 2015             |             |             | [ 9 ] [ 66 ]               |
| Węgry (69 szt.)          | Debreczyn             | 21          | 2005, 2007          |             |                 |             |                  |             |             | [ 9 ]                      |
| Włochy (77 szt.)         | Ankona                |             |                     |             |                 | 3           | 2012             |             |             | [ 94 ]                     |
| Włochy (77 szt.)         | Bolonia               |             |                     |             |                 | 13          | 2010             |             |             | [ 9 ]                      |
| Włochy (77 szt.)         | Cagliari              | 18          | 2011                |             |                 |             |                  |             |             | [ 95 ]                     |
| Włochy (77 szt.)         | Mediolan              |             |                     |             |                 | 30          | 2019             |             |             |                            |
| Włochy (77 szt.)         | Neapol                | 10          | 2004                |             |                 |             |                  |             |             | [ 9 ]                      |
| Włochy (77 szt.)         | Rzym                  |             |                     |             |                 | 30          | 2003             |             |             | [ 9 ]                      |
| Włochy (77 szt.)         | San Remo              | 3           | 2006                |             |                 |             |                  |             |             | [ 9 ]                      |